# 谷忠澄
谷 忠澄（たに ただずみ、天文3年（1534年） - 慶長5年11月7日（1600年12月12日））は、戦国時代から安土桃山時代にかけての武将。長宗我部氏の家臣。弟に非有（諸説あり）。通称は忠兵衛。

## 生涯
天文3年（1534年）、誕生。もとは土佐国の一宮である土佐神社の神主であったが、長宗我部元親に見出されて家臣となり、主に外交方面で活躍した。
羽柴秀吉は、天正12年（1584年）11月、小牧・長久手の戦いで戦った徳川家康・織田信雄と講和し、翌天正13年（1585年）4月、紀州攻めによって紀伊国を制圧するにおよんで、和歌山城に弟の羽柴秀長を配置するとともに四国征討の意を表明した。これに対し、長宗我部氏の群臣は秀吉との対立を恐れて元親に和議を説いたため、主君・元親は、忠澄を秀吉のもとに派遣して四国地方全土を長宗我部領として認めることを請うた。『小早川文書』によれば、讃岐・阿波の返上、伊予・土佐の安堵という約束を秀吉からとりつけたものの、まもなく双方の関係がこじれ、秀吉の討伐を受けることになったという。
天正13年（1585年）6月、秀吉は秀長を総大将として四国攻めを開始した。その際、忠澄は江村親俊とともに前線の阿波一宮城（徳島市一宮町）を守って奮戦した。元親は周辺の地侍層にも一宮城防衛のために動員を発し、約9,000余騎が参集して籠城戦を戦った。対する羽柴勢は、蜂須賀正勝、藤堂高虎、増田長盛、仙石秀久、戸田勝俊、一柳直末ら5万余で城の東、北、西を包囲、一斉に鉄砲を発射し、再三城に攻め入ろうとするが、城内の士気は一向に衰えるようすがなく、戦闘は長期戦の様相を呈した。城側の猛烈な抵抗にあった秀長は、城中の水源を断ち、坑道をうがって城を物理的に掘り崩す作戦を立てたが、これは城方に多大な動揺をあたえ、守将親俊・忠澄の2人は開城を決意した。
一宮落城後、白地城へ戻った忠澄は羽柴軍の兵力差や武器の質の差を説いて主君・元親に降伏するよう勧めたという。重臣たちは降伏に反対していたが、やがて評議は降伏論に傾いた。これに対し元親は、『元親記』によれば海部表での抗戦する戦略を述べ、一度も決戦せずに降伏することは恥辱であり、たとえ本国まで攻め込まれても徹底抗戦すべきであると主張し、また降伏を勧めた谷忠澄を罵倒し、切腹を申し渡している。この言葉に一同、決戦を覚悟したが、忠澄は一歩も引かずに重臣たちを説き伏せ、最終的には家臣連名で元親に再考を願った。元親もついに折れ、7月25日付の羽柴秀長の停戦条件を呑んで降伏した。
忠澄は、四国平定後の天正14年（1586年）には、九州征伐に参陣した。豊後の戸次川の戦いにも従軍し、八木正信によって討ち取られた元親の嫡男長宗我部信親の遺骸を島津氏から受け取る使者として交戦中の新納忠元のもとへ赴いた。戸次川で一敗地にまみれ、かろうじて伊予の日振島に逃れた元親の命令によるものであった。忠元は、忠澄を丁重に遇して信親の戦死に涙を流して陳謝し、信親の遺骸を火葬して、使僧まで同行させて忠澄を土佐の岡豊城に送り届けている。
九州から帰還ののちは、幡多郡中村城の城代となり、囚人を使役して入野浜に松の木を植栽させるなど地域一帯の行政を担当した。
慶長5年（1600年）、土佐中村城で病死した。享年67。